# 省立医院站
省立医院站（福州話：/sɛiŋ˨˩ niʔ˥ i˥˧ iɛŋ˨˦˨/）位于中华人民共和国福建省福州市鼓楼区东街与五四路交叉口西侧地下，是福州地铁4号线的地铁车站，于2023年8月27日启用。

## 车站结构
省立医院站位于东街与五四路交叉口西侧下方，站体呈东西走向，长195.8米、宽19.9米。
| 地下一层 | 站厅                                 |  | 票务服务、自动售票机     |
| 地下二层 | 1                                    |  | 4号线 往帝封江（东门）   |
| 地下二层 | 岛式站台，列车运行方向左侧的车门打开 |  |                          |
| 地下二层 | 2                                    |  | 4号线 往凤凰池（东街口） |

### 出入口与周边
| 省立医院站出入口信息        | 省立医院站出入口信息 | 省立医院站出入口信息 | 省立医院站出入口信息 |
| --------------------------- | -------------------- | -------------------- | -------------------- |
|                             |                      |                      |                      |
| 编号                        | 设施                 | 位置                 | 接驳交通             |
| 出口 · A                    |                      | 车站北口，东街北侧   | 省立医院、五四路口   |
| 出口 · B · 1                |                      | 车站南一口，东街南侧 | 省立医院、蒙古营     |
| 出口 · B · 2                |                      | 车站南二口，东街南侧 | 旗汛口               |
| 注： 设有电梯 \| 设有卫生间 |                      |                      |                      |

## 历史
- 2017年6月29日，福建省发展和改革委员会批复《福州市城市轨道交通4号线一期工程可行性研究报告》（闽发改网审交通〔2017〕103号），福州地铁4号线在五四路与东大路交叉口西侧设省立医院站。[3]
- 2019年1月26日，省立医院站开始一期围挡施工。[2]
- 2019年5月18日，省立医院站首幅钢筋笼吊装完成。[4]
- 2020年6月21日，省立医院站开始二期围挡施工。[5]
- 2023年8月23–25日，省立医院站开启免费试乘活动。[6]
- 2023年8月27日，省立医院站启用。[1]